# Saint Motel
Saint Motel est un groupe de rock indépendant américain, originaire de Los Angeles, en Californie. Le style musical du groupe est décrit comme allant de la dream pop au indie prog (rock progressif indé),.
Le groupe est composé de A/J Jackson (voix, guitare), Aaron Sharp (alias a sharp) (guitare solo), Chondrak « Dak » Lerdamornpong (basse), et Greg Erwin (batterie),,.

## Biographie

### Débuts (2007–2011)
A/J Jackson, Aaron Sharp et Greg Erwin se sont rencontrés dans une école de cinéma en Californie du Sud et ont formé Saint Motel, Dak Lerdamornpong les rejoint quelque temps après à la suite d'une rencontre avec A/J et Aaron au bar à sushi qu'il tenait. Outre sa musique, le groupe se démarque par son engagement audiovisuel. En effet, à la sortie de leur premier EP le 8 septembre 2009, chacune des six chansons avait son propre clip.
Saint Motel crée et participe à une multitude de spectacles dont The Kaleidoscopic Mind Explosion in 3D, Future Fathers Day, The Black and White Show, Make Contact, et Zombie Prom de la Saint-Valentin,. Ils font également des tournées avec Band of Skulls, Nico Vega, Imagine Dragons, Races, Hockey, et par la suite Arctic Monkeys,. Le 23 juillet 2011, Saint Motel joue un live pour les Guitar Center Sessions sur DirecTV. Dans cette même session est incluse une interview avec l'animateur du programme, Nic Harcourt,.

### Voyeur(2012–2015)
Le premier album studio du groupe s'appelle Voyeur, et est sorti le 10 juillet 2011,. Mark Jenkins du Washington Post décrit l'album comme du « glam-pop britannique que seul peut jouer un groupe de Los Angeles ». Eric J. Lawrence, DJ et consultant musique chez KCRW dit : « ils ont attaqué Voyeur avec brio, ajoutant quelques touches dynamiques à leur écriture rock » et que « l'album est un plaisir, satisfaisant du début à la fin », et Daytrotter ajoute : « Jackson chante sur le rêve californien et quelque part il semble atteignable. »
Quatre des 11 chansons de l'album, Puzzle Pieces, At Least I Have Nothing, Honest Feedback, et 1997 sont classées numéro 1 sur le classement Hype Machine's Twitter ; Puzzle Pieces s'est retrouvée quant à elle à deux reprises dans le top 10 du classement Hype Machine's Popular, plus prisé que le précédent. Voyeur entre à la dix-huitième place des classements de radios locaux.
Courant juillet 2013, HBO Films utilise Dear Dictator pour un trailer de le saison 4 de Boardwalk Empire et la marque de whisky écossais John Dewar and Sons invitent Saint Motel dans leur campagne publicitaire de 2013, intitulée Live True. La chanson My Type est incluse dans le film la face cachée de Margo, ainsi qu'en tant que soundtrack du jeu vidéo FIFA 15, dans celle de Pro Evolution Soccer 2016, probablement une chance pour Saint Motel de se faire davantage connaitre.

### saintmotelevision(2016-2020)
Le groupe sort le 21 octobre 2016 son deuxième album, intitulé saintmotelevision, après plusieurs annonces sur les réseaux sociaux. Toujours en suivant son engagement cinématographique, le groupe propose sur sa chaine YouTube des clips à 360° pour trois des chansons de son nouvel album : Move, You Can Be You et Born Again.

### The Original Motion Picture Soundtrack(Depuis 2021)
The Original Motion Picture Soundtrack, leur dernier album studio, sort le 25 juin 2021. Cet album rassemble The Original Motion Picture Soundtrack: Part 1 et The Original Motion Picture Soundtrack: Part 2, sortis respectivement en 2019 et 2021,.

## Discographie

### Singles
| Date de sortie   | Titre                   | Label         | Format                             | Réf.   |
| 10 mai 2011      | Puzzle Pieces           | OnThe Records | CD, téléchargement digital, vinyle | ,      |
| 10 mai 2011      | At Least I Have Nothing | OnThe Records | CD, téléchargement digital, vinyle | [ 35 ] |
| 13 mars 2012     | Honest Feedback         | OnThe Records | CD, téléchargement digital         | [ 36 ] |
| 31 mai 2012      | 1997                    | OnThe Records | CD, téléchargement digital         | ,      |
| 22 juin 2012     | Benny Goodman           | OnThe Records | CD, téléchargement digital         | ,      |
| 27 août 2013     | My Type                 | OnThe Records | CD, téléchargement digital, vinyle | ,      |
| 12 novembre 2013 | Ace in the Hole         | OnThe Records | CD, téléchargement digital, vinyle | ,      |
| 21 octobre 2016  | Move                    | OnThe Records | CD, téléchargement digital, vinyle | [ 45 ] |

### Vidéographie
- 2009 : Butch
- 2009 : Dear Dictator
- 2009 : To My Enemies
- 2009 : Eat Your Heart Out
- 2009 : Pity Party
- 2009 : Do Everything Now
- 2010 : Dear Dictator (Sam Sparro Remix)
- 2011 : Puzzle Pieces
- 2011 : At Least I Have Nothing
- 2012 : 1997
- 2012 : Benny Goodman
- 2014 : My Type
- 2016 : Move